# Historiographie allemande
À l'instar des autres historiographies européennes, l'historiographie allemande a connu de nombreuses phases de développement.

## Les bouleversements duXXesiècle

### L'Histoire comme science sociale
En réaction au positivisme historiciste du siècle précédent, les historiens allemands du milieu du XXe siècle proposent une relecture des principes philosophiques guidant alors les sciences historiques. S'inspirant du courant français de l'École des Annales et s'appuyant sur la philosophie de Max Weber, l'École de Bielefeld va renouveler les paradigmes en érigeant l'Histoire en véritable science sociale.
À partir des années 1950, les historiens comme Hans-Ulrich Wehler et Jürgen Kocka proposent des méthodes analytiques afin de pouvoir faire émerger la structure sociale propre de l’objet historique. Une importance décisive est accordée aux grands modèles explicatifs, fidèles à l'histoire quantitative d'Ernest Labrousse.

### Historiographie du nazisme
L'ouvrage La Montée en puissance et la Chute du Troisième Reich. Histoire de l’Allemagne nazie par William L. Shirer, qui a vécu lui-même la censure du ministère de la propagande nazi pendant les années de guerre, constitue un premier opus incontournable pour aborder la question, puisque le premier paru sur le sujet dans les années soixante.
Pour des prolongements et une mise en perspective, on pourra s'intéresser aux contributeurs variés des théories du fascisme.
Enfin, un ouvrage récent plus centré sur la biographie du dictateur provient de Joachim Fest ; ses points de vue ont fait débat dans l'opinion publique en Allemagne pendant les années 2000.

### Nouvelle historiographie allemande
À partir des années 1970, la nouvelle historiographie européenne s'est élevée contre la domination du dogme de l'École des Annales. En Allemagne, elle a pris la forme de l'Alltagsgeschichte (histoire du quotidien), sous l'impulsion d'historiens comme Alf Lüdtke ou Hans Medick.
Ce courant historiographique éclectique rejette l'inéluctable rationalisation de l’histoire science sociale et accorde une place d'acteur aux personnes anonymes. Ainsi, l'étude historique détaillée de la vie sociale de ces « petites gens » permet de renseigner précisément sur les processus sociaux des contextes étudiés.

### Années 1980
Voir Historikerstreit.

### Débat actuel
La réflexion actuelle que porte le peuple allemand sur son Histoire est un sujet sociétal permanent. Des films récents illustrent de la vigueur du débat, se rapportant bien évidemment à l'épisode le plus tragique de la conflagration mondiale dans laquelle l'Allemagne nazie a projeté le monde le siècle précédent[pas clair]. La posture prise par les personnes qui furent les plus proches des hauts dignitaires nazis (secrétaires, servants) passionne le public. L'autre plan concerne la réhabilitation de la résistance allemande au nazisme dans le récit national.
Filmographie partielle :
- La Chute
- Sophie Scholl - les derniers jours

La controverse actuelle porte sur la posture de la société civile face aux autorités d'un régime totalitaire qui avait germé dans la république de Weimar et en avait jugulé les instances démocratiques, les remplaçant par une administration de régime dictatorial.
Procède également de cet engouement historiographique la controverse liée à la révélation de l'identité de l'auteur du récit Une femme à Berlin à l'occasion de sa réédition en Allemagne en 2003. Ce texte est toujours édité et présenté comme anonyme en raison des polémiques qu'il a suscitées lors de sa première édition en 1954.
Les prises de position d'un Pape allemand en visite en Pologne à l'occasion du passage dans les camps de concentration situés sur le territoire polonais ont relancé vivement ce débat dans les colonnes du Süddeutsche Zeitung.[réf. souhaitée]
La controverse historiographique est donc plus que jamais une question d'actualité, ce que confirme la polémique médiatique durant l'été 2006 qu'ont suscité les révélations de Günter Grass, considéré comme une autorité morale en Allemagne, sur son passé de nazi.